# Coppa del mondo di ciclismo su strada femminile 2007
La Coppa del mondo di ciclismo su strada femminile 2007 (in inglese 2007 UCI Women's Road World Cup), decima edizione della competizione, prevedeva 9 eventi tra il 3 marzo ed il 16 settembre 2007.
L'olandese Marianne Vos si aggiudicò il titolo individuale, mentre la Raleigh-Lifeforce-Creation-HB Pro Cycling Team, squadra svizzera vinse il titolo a squadre.

## Corse
| # | Data         | Corsa                           | Vincitore         | Squadra                        | Leader della CdM |
| - | ------------ | ------------------------------- | ----------------- | ------------------------------ | ---------------- |
| 1 | 3 marzo      | Geelong World Cup               | Nicole Cooke      | Raleigh-Lifeforce              | Nicole Cooke     |
| 2 | 8 aprile     | Giro delle Fiandre              | Nicole Cooke      | Raleigh-Lifeforce              | Nicole Cooke     |
| 3 | 12 aprile    | Unive Ronde van Drenthe         | Adrie Visser      | Team DSB Bank                  | Nicole Cooke     |
| 4 | 25 aprile    | La Flèche Wallonne Féminine     | Marianne Vos      | Team DSB Bank                  | Nicole Cooke     |
| 5 | 13 maggio    | Berner Rundfahrt                | Edita Pučinskaitė | Equipe Nürnberger Versicherung | Nicole Cooke     |
| 6 | 2 giugno     | Coupe du Monde de Montréal      | Fabiana Luperini  | Menikini-Selle Italia-Gysko    | Nicole Cooke     |
| 7 | 5 agosto     | Open de Suède Vargarda          | Chantal Beltman   | T-Mobile Women                 | Nicole Cooke     |
| 8 | 1º settembre | Grand Prix de Plouay            | Noemi Cantele     | Bigla Cycling Team             | Nicole Cooke     |
| 9 | 16 settembre | Rund um die Nürnberger Altstadt | Marianne Vos      | Team DSB Bank                  | Marianne Vos     |

## Squadre UCI
| UCI | Squadra                                  | Paese       |
| --- | ---------------------------------------- | ----------- |
| EHN | Elk Haus                                 | Austria     |
| UNG | Team Uniqa                               | Austria     |
| VLL | Topsport Vlaanderen-Thompson Ladies Team | Belgio      |
| LBL | Lotto-Belisol Ladiesteam                 | Belgio      |
| ECC | Team Expresscopy.com                     | Canada      |
| POC | Pratomagno-Colombia                      | Colombia    |
| DGC | Team CMAX-Dilà-Guerciotti-Cogeas         | El Salvador |
| BPD | Bizkaia-Panda Software-Durango           | Spagna      |
| CVA | Comunidad Valenciana                     | Spagna      |
| ESG | ESGL 93-GSD Gestion                      | Francia     |
| FUT | Vienne Futuroscope                       | Francia     |
| LPA | Les Pruneaux d'Agen                      | Francia     |
| TPF | Team Pro Féminin du Genevois             | Francia     |
| GRT | Global Racing Team                       | Regno Unito |
| RAC | Rapha/Condor                             | Regno Unito |
| TGH | Team Getränke-Hoffmann                   | Germania    |
| NUR | Equipe Nürnberger Versicherung           | Germania    |
| TMP | T-Mobile Women                           | Germania    |
| GPC | Giant Pro Cycling                        | Hong Kong   |
| FRW | AS Team FRW                              | Italia      |
| FEN | Fenixs-HPB                               | Italia      |

| UCI | Corsa                                           | Paese       |
| --- | ----------------------------------------------- | ----------- |
| SAF | Safi-Pasta Zara-Manhattan                       | Italia      |
| USC | Chirio-Forno d'Asolo                            | Italia      |
| MSG | Menikini-Selle Italia-Gysko                     | Italia      |
| SEM | Saccarelli Emu Sea Marsciano                    | Italia      |
| TOG | Top Girls Fassa Bortolo-Raxy Line               | Italia      |
| MIC | SC Michela Fanini-Record-Rox                    | Italia      |
| TSC | Therme Skincare                                 | Paesi Bassi |
| DSB | Team DSB Bank                                   | Paesi Bassi |
| AAD | AA-Drink Cycling Team                           | Paesi Bassi |
| VVP | Vrienden van het Platteland                     | Paesi Bassi |
| FLX | Team Flexpoint                                  | Paesi Bassi |
| POL | POL-Aqua                                        | Polonia     |
| PRI | Primus                                          | Polonia     |
| PTG | Petrogradets                                    | Russia      |
| RLT | Raleigh-Lifeforce-Creation-HB Pro Cycling Team  | Svizzera    |
| BCT | Bigla Cycling Team                              | Svizzera    |
| TSW | Team Specialized Designs for Women              | Svizzera    |
| LIP | Team Lipton                                     | Stati Uniti |
| CRW | Cheerwine Cycling Team                          | Stati Uniti |
| COL | Colavita/Sutter Home presented by Cooking Light | Stati Uniti |
| VBR | Verducci Breakaway Racing                       | Stati Uniti |

## Classifiche UCI

### Classifica individuale
| Pos. | Corridore           | Squadra    | 1  | 2  | 3  | 4  | 5  | 6  | 7  | 8  | 9   | Totale |
| ---- | ------------------- | ---------- | -- | -- | -- | -- | -- | -- | -- | -- | --- | ------ |
| 1    | Marianne Vos        | DSB Bank   | -  | 35 | 35 | 75 | 50 | 30 | 11 | 21 | 150 | 407    |
| 2    | Nicole Cooke        | Raleigh    | 75 | 75 | 21 | 50 | 30 | 27 | 9  | 50 | 0   | 337    |
| 3    | Ina-Yoko Teutenberg | T-Mobile   | 30 | 0  | 30 | -  | -  | -  | -  | 0  | 100 | 160    |
| 4    | Noemi Cantele       | Bigla      | -  | 0  | 0  | 0  | 0  | -  | 35 | 75 | 42  | 152    |
| 5    | Oenone Wood         | T-Mobile   | 50 | 0  | -  | 0  | 35 | 24 | 0  | 30 | 0   | 139    |
| 6    | Fabiana Luperini    | Menikini   | -  | 0  | -  | 15 | -  | 75 | 18 | 0  | -   | 108    |
| 7    | Trixi Worrack       | Nürnberger | 18 | 30 | 0  | 3  | 0  | 18 | 7  | 10 | 14  | 100    |
| 8    | Rochelle Gilmore    | Menikini   | 0  | -  | 24 | -  | 11 | 0  | -  | 0  | 60  | 95     |
| 9    | Regina Schleicher   | Nürnberger | 21 | 0  | 0  | -  | 0  | 0  | -  | 0  | 70  | 91     |
| 10   | Edita Pučinskaitė   | Nürnberger | 0  | 0  | 0  | 1  | 75 | -  | -  | 4  | 0   | 80     |

### Classifica squadre
| Pos. | Squadra                        | Punti |
| ---- | ------------------------------ | ----- |
| 1    | Raleigh-Lifeforce              | 540   |
| 2    | Team DSB Bank                  | 527   |
| 3    | T-Mobile Women                 | 477   |
| 4    | Equipe Nürnberger Versicherung | 405   |
| 5    | Bigla Cycling Team             | 313   |
| 6    | Menikini-Selle Italia-Gysko    | 301   |
| 7    | AA-Drink Cycling Team          | 143   |
| 8    | Team Flexpoint                 | 137   |
| 9    | Nazionale Italiana             | 75    |
| 10   | Vienne Futuroscope             | 67    |